# 毛石腸梗阻症候群
毛石腸梗阻症候群（Rapunzel syndrome）也稱為長髮公主症候群，是罕見的人類消化道疾病，是因為吃毛髮所造成（食毛癖）。其英文名稱得名自格林童話中的長髮姑娘Rapunzel。毛石腸梗阻症候群有時也和拔毛癖有關。毛石腸梗阻症候群是毛球症中較罕見的一種。

## 症狀及體微
Rapunzel syndrome最早是出現在1968年的文獻中。
其特徵包括：
- 毛球症的毛球集中在胃部，毛球的毛髮末端（因此有Rapunzel syndrome的名稱）在小腸或是大腸前端。
- 小腸或大腸堵塞
- 會發生在精神病患身上。
- 有拔毛癖。

## 診斷
毛糞石可以在手術前就先行診斷。但毛石腸梗阻症候群的診斷需要考慮許多的層面，例如患者有關食毛癖及拔毛癖的病史。
毛石腸梗阻症候群的診斷也可以透過內視鏡進行。電腦斷層掃描可以確定毛糞石的大小以及毛髮延伸到哪裡。

## 治療
因為人類消化道無法消化毛髮，因此毛石腸梗阻症候群需要以手術方式取出毛球。
病患也需要進行精神疾病的評估，例如衝動控制障礙，特別是拔毛癖。

## 延伸閱讀
- Duncan ND, Aitken R, Venugopal S, West W, Carpenter R. . West Indian Med J. June 1994, 43 (2): 63–5. PMID 7941500.
- Levy RM, Komanduri S. . N. Engl. J. Med. November 2007, 357 (21): e23. PMID 18032760. doi:10.1056/NEJMicm067796. （原始内容存档于2019-03-21） 使用|archiveurl=需要含有|url= (帮助). 简明摘要 – CNN (2007-11-22).
- Matejů E, Duchanová S, Kovac P, Moravanský N, Spitz DJ. . Forensic Sci. Int. September 2009, 190 (1–3): e5–7. PMID 19505779. doi:10.1016/j.forsciint.2009.05.008.
- Pul N, Pul M. . Eur. J. Pediatr. 1996, 155 (1): 18–9. PMID 8750804. doi:10.1007/bf02115620.